# Fraisier de Virginie
Fragaria virginiana
 (août 2023).
Si vous disposez d'ouvrages ou d'articles de référence ou si vous connaissez des sites web de qualité traitant du thème abordé ici, merci de compléter l'article en donnant les références utiles à sa vérifiabilité et en les liant à la section « Notes et références ».
Espèce
Classification phylogénétique
Le Fraisier de Virginie (Fragaria virginiana) est une espèce de plantes herbacées de la famille des Rosaceae, originaire d'Amérique du Nord.
L'explorateur Jacques Cartier rapporte en Europe des plants de cette espèce depuis le Canada à la fin du XVIe siècle.

## Description

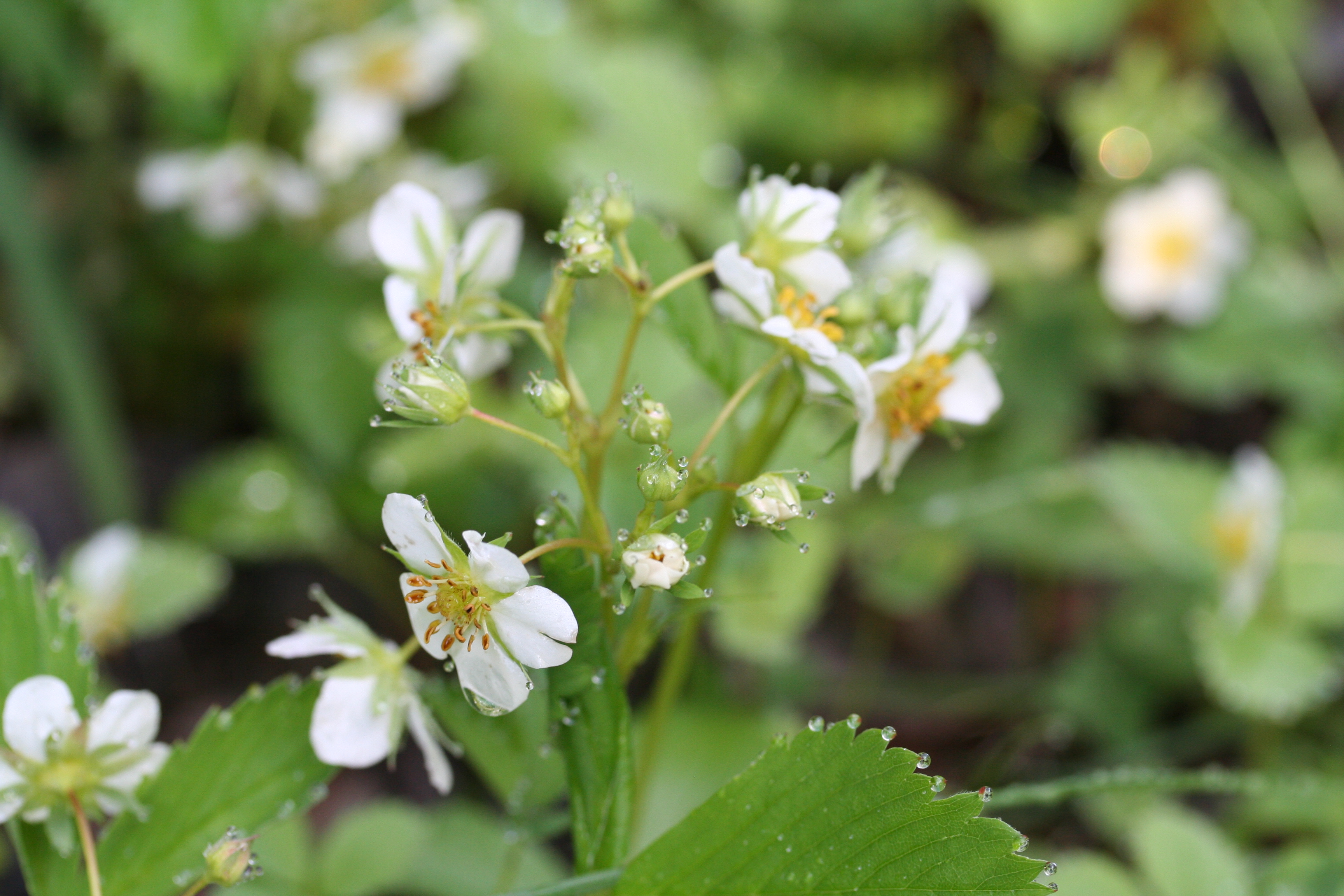
Fragaria virginiana Duchesne. - Fraisier de Virginie. - Fraisier des champs. - (Virginia strawberry).

Fragaria virginiana est une plante vivace de 2 cm à 20 cm de haut qui fleurit au printemps. Elle se multiplie par marcottage grâce à ses rhizomes qui produisent des rejets rampants, ou stolons, qui s'enracinent pour former de nouveaux plants.
Les feuilles portent parfois des folioles supplémentaires.
La plante est trioïque.
Son fruit est un polyakène rouge-pourpre à chair blanche.
Il est très adaptable aux différents sols et climats même chaud et sec.
Quatre sous-espèces sont connues :
- subsp. glauca (S. Watson) Staudt - est de l'Amérique du nord - Feuilles très glauques. Parfois introgressé par platypetala
- subsp. grayana (Vilm. ex J. Gay) Staudt - Sud et centre de l'Amérique du nord
- subsp. platypetala (Rydb.) Staudt - Côtes est de l'Amérique du nord - Feuilles légèrement glauques. Parfois introgressé par glauca. Une population décaploïde existe en Oregon
- subsp. virginiana - est de l'Amérique du nord

## Répartition
L'espèce néarctique se trouve à l'est des États-Unis, au Québec et dans les montagnes Rocheuses.

## Génétique
C'est une espèce octoploïde (2n=8x=56).
Sa compatibilité génétique totale avec F. ×ananassa en fait une espèce d'importance dans les programmes modernes d'hybridation par sa résistance au froid, à la chaleur, à la sécheresse et à certaines maladies. Un clone de virginiana glauca a été la source principale d'introduction du caractère "jour neutre" des programmes californiens dans les années 1970-1980.

## Culture
Avant l'apparition des hybrides modernes de fraisiers F. ×ananassa le fraisier de Virginie a été cultivé pour ses fruits surtout en Grande-Bretagne et aux États-Unis. Encore de nos jours, il existe une production industrielle faible mais suivie en Grande-Bretagne. C'est la première fraise à murir.
Quelques cultivars :
- 'Austrian Scarlet'
- 'Common Scarlet'
- 'Duke of Kent’s scarlet'
- 'Grove end Scarlet' -  mis au point en 1820 à Grove End

 'Hudson' -  vigoureux, fruit gros et bien parfumé
- 'Knight’s large scarlet'
- 'Little scarlet' - Apporté en Grande-Bretagne dans les années 1900 par C.J. Wilkin, membre de la famille propriétaire d'une usine de conserve (Wilkin & Sons). Depuis, la compagnie se réserve l'exclusivité de la culture et de la vente de cette variété et en vend la boite de conserve à 14 € les 340 g.
- 'Methven scarlett'
- 'Oblong scarlet'
- 'Old scarlett'
- 'Wilmot's Late Scarlet'

Au début du XVIIIe siècle, des cultivars sélectionnés ont été réintroduits aux États-Unis et ont donné lieu à une culture intensive à Boston, New-York, Philadelphie, Baltimore. Le clone le plus cultivé était 'Hudson' .

## Photographies

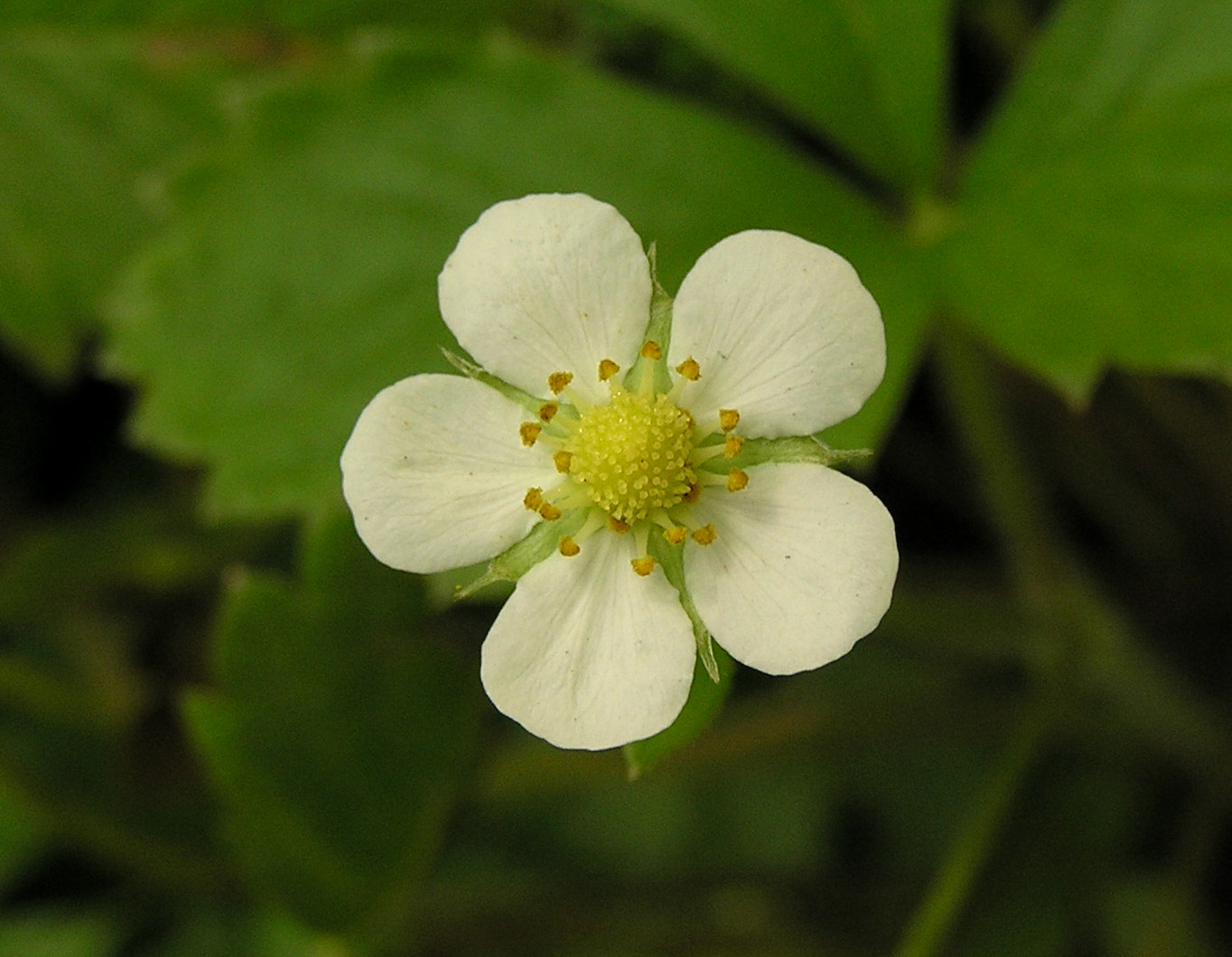
Fleur, exposition horticole Royal Flora Ratchaphruek, Thaïlande
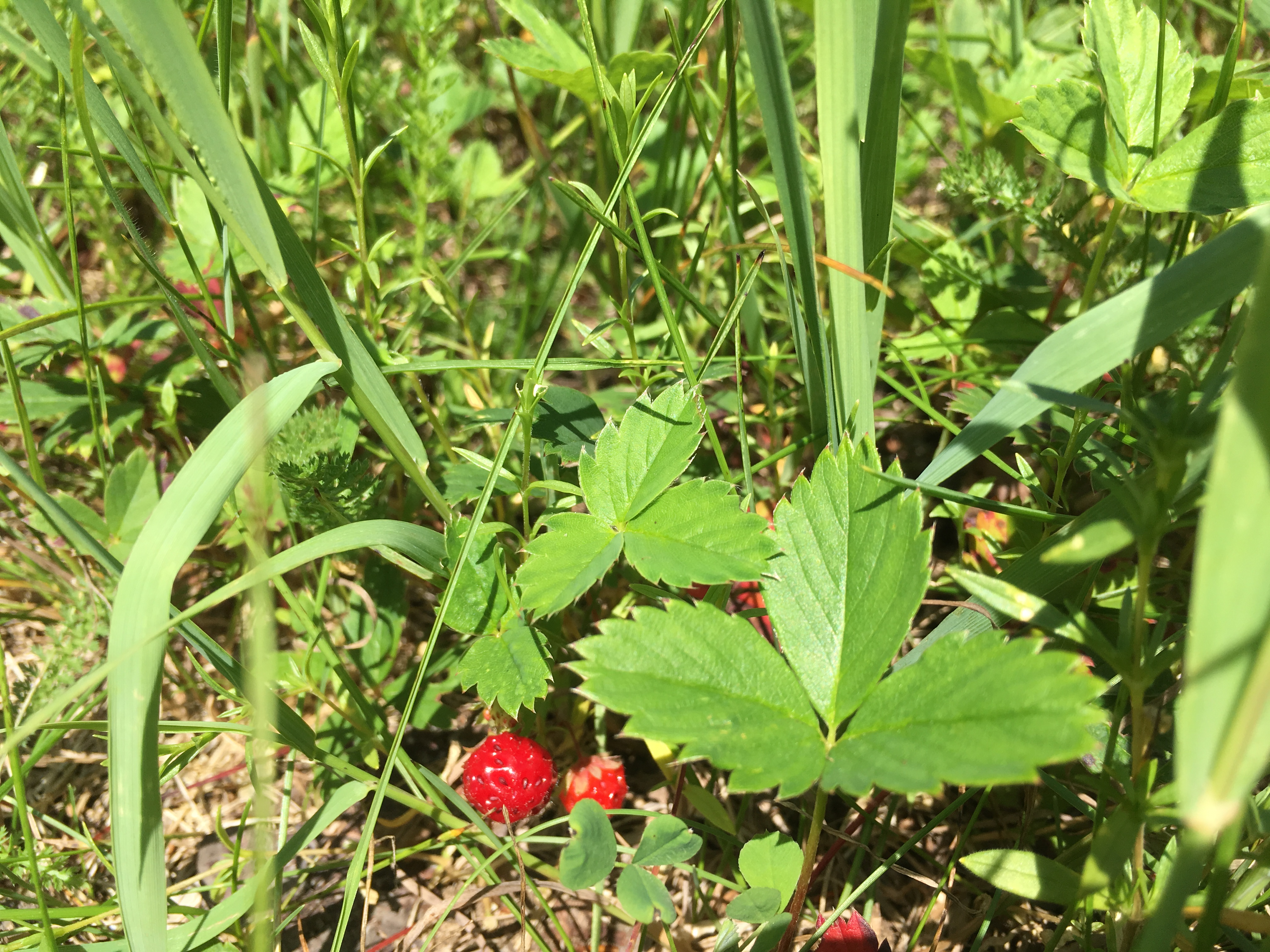
Fraises des champs début juillet et feuilles, Alma
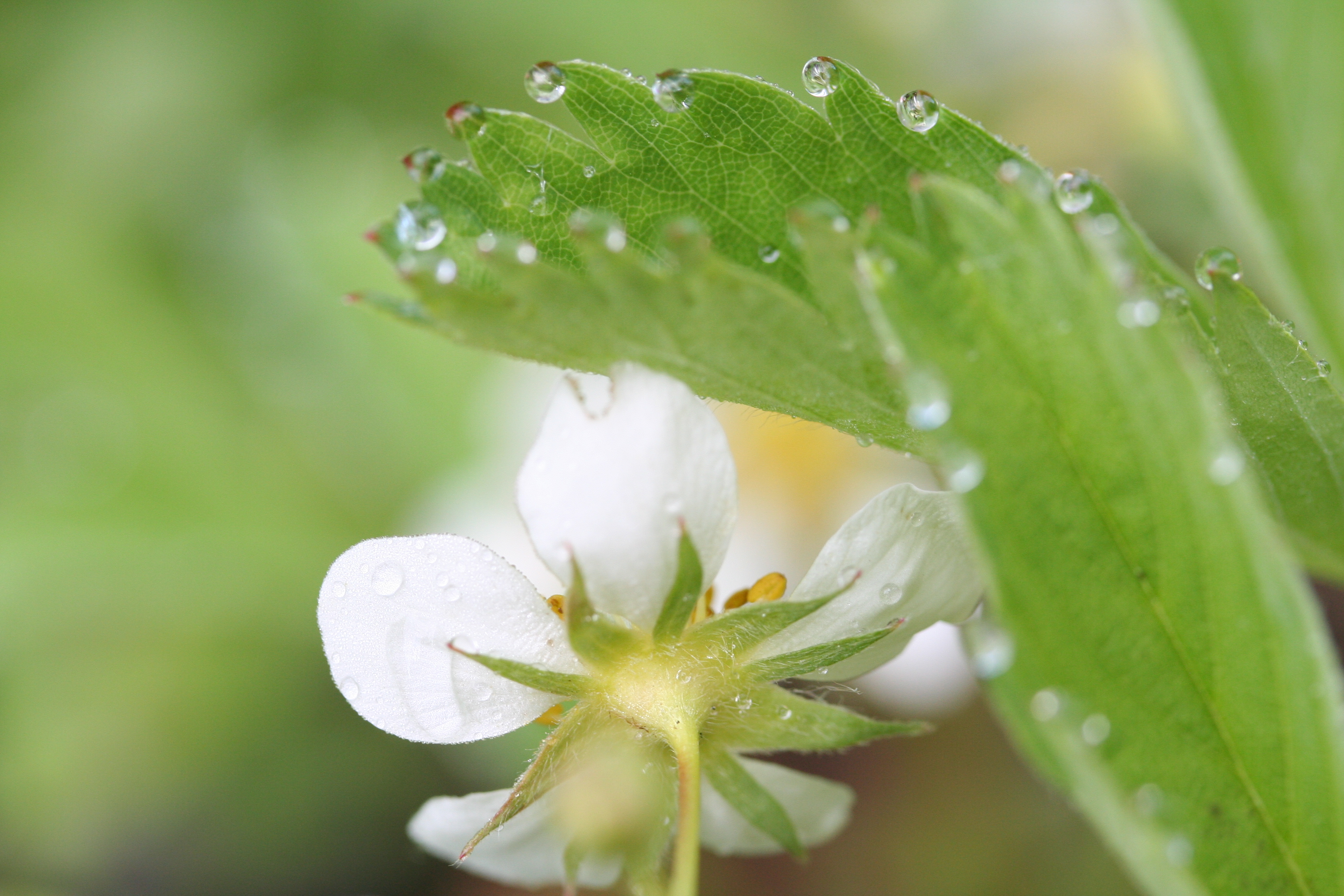
Fragaria virginiana, Saint-Prosper-de-Champlain, Québec, Canada

## Synonyme
- Potentilla virginiana (Mill.) E.H.L.Krause